# Eupithecia amita
Eupithecia amita är en fjärilsart som beskrevs av Karl Dietze 1904. Eupithecia amita ingår i släktet Eupithecia och familjen mätare. Inga underarter finns listade i Catalogue of Life.